# کلاودیا کلاین
کلاودیا کلاین (به آلمانی: Claudia Klein) (زادهٔ ۲۴ سپتامبر ۱۹۷۱ میلادی) یک بازیکن زن فوتبال اهل کشور آلمان است. او به عنوان مدافع در تیم ملی فوتبال زنان آلمان بازی می‌کرد. او یکی از اعضای تیم ملی در جام جهانی فوتبال زنان ۱۹۹۵ بود. او در
تیم باشگاهی گرون وایس براووایلر در لیگ آلمان بازی می‌کرد.